# Satz von Slutsky
Der Satz von Slutsky bzw. das Slutsky-Theorem, entwickelt von Jewgeni Sluzki (E. Slutsky), ist ein mathematischer Satz aus dem Gebiet der Wahrscheinlichkeitstheorie, der die Konvergenz von Zufallsvariablen betrifft. Der Satz von Slutsky spielt in der Anwendung eine wichtige Rolle, da die Parameter einer Verteilung in der Praxis selten bekannt sind und daher geschätzt werden müssen. Der Satz von Slutsky ermöglicht es, die unbekannten Verteilungsparameter durch geschätzte Größen zu ersetzen, die in Wahrscheinlichkeit gegen den wahren Parameter konvergieren.

## Theorem
Falls die Folge von Zufallsvariablen {\displaystyle X_{n}\;} für {\displaystyle n} gegen unendlich gegen die Zufallsvariable {\displaystyle X\;} in Verteilung konvergiert und die Folgen von Zufallsvariablen {\displaystyle A_{n}\;} und {\displaystyle B_{n}\;} gegen die Werte {\displaystyle a} bzw. {\displaystyle b} in Wahrscheinlichkeit konvergieren, dann konvergiert die Funktion {\displaystyle A_{n}+B_{n}X_{n}\;} in Verteilung gegen {\displaystyle a+bX\;}. Kurz:
{\displaystyle A_{n}+B_{n}X_{n}\ {\stackrel {\mathcal {D}}{\rightarrow }}\ a+bX}

## Beweisskizze
Der Satz von Slutsky folgt in dieser Form aus drei Beobachtungen:
- Konvergenz in Wahrscheinlichkeit impliziert Konvergenz in Verteilung.

- Wenn {\displaystyle X_{n}\xrightarrow {\mathcal {D}} X} und {\displaystyle A_{n}\xrightarrow {\mathbb {P} } a} bzw. {\displaystyle B_{n}\xrightarrow {\mathbb {P} } b}, so konvergiert der Zufallsvektor {\displaystyle (X_{n},A_{n},B_{n})} in Verteilung gegen {\displaystyle (X,a,b)}.
- Nun wendet man den Satz von der stetigen Abbildung auf {\displaystyle g(x,y,z)=y+zx} an.

## Beispiel
Seien {\displaystyle X_{1},...,X_{n}\sim \operatorname {Poi} (\vartheta )} unabhängige, identisch Poisson-verteilte Zufallsvariablen, wobei {\displaystyle \vartheta >0}. Man möchte nun z. B. ein Konfidenzintervall für {\displaystyle \vartheta } zum Konfidenzniveau {\displaystyle \gamma =1-\alpha } herleiten. Dabei wird der Satz von Slutsky helfen. Es gilt zunächst {\displaystyle {\sqrt {n}}{\frac {{\overline {X}}_{n}-\vartheta }{\sqrt {\vartheta }}}\xrightarrow {\mathcal {D}} {\mathcal {N}}(0,1)} nach dem zentralen Grenzwertsatz. Also weiter: 
{\displaystyle \lim \limits _{n\to \infty }\mathbb {P} _{\vartheta }\left(z_{\alpha /2}\leq {\sqrt {n}}{\frac {{\overline {X}}_{n}-\vartheta }{\sqrt {\vartheta }}}\leq z_{1-\alpha /2}\right)=1-\alpha }
Möchte man nun {\displaystyle z_{\alpha /2}\leq {\sqrt {n}}{\frac {{\overline {X}}_{n}-\vartheta }{\sqrt {\vartheta }}}\leq z_{1-\alpha /2}} nach {\displaystyle \vartheta } auflösen, hat man folgendes Problem: Dass der unbekannte Parameter {\displaystyle \vartheta } hier sowohl im Zähler, als auch im Nenner vorkommt, was zu einer quadratischen Gleichung führt. Man kann dies aber umgehen, indem man {\displaystyle \vartheta } durch den Schätzer {\displaystyle {\overline {X}}_{n}} ersetzt. Nach dem starken Gesetz der großen Zahlen gilt {\displaystyle {\sqrt {\vartheta /{\overline {X}}_{n}}}\xrightarrow {\text{f. s.}} 1}. Nun gilt mit dem Satz von Slutsky, dass:
{\displaystyle {\sqrt {n}}{\frac {{\overline {X}}_{n}-\vartheta }{\sqrt {{\overline {X}}_{n}}}}={\sqrt {n}}{\frac {{\overline {X}}_{n}-\vartheta }{\sqrt {\vartheta }}}{\sqrt {\frac {\vartheta }{{\overline {X}}_{n}}}}\xrightarrow {\mathcal {D}} {\mathcal {N}}(0,1).}
Es ergibt sich folglich als asymptotisches Konfidenzintervall für {\displaystyle \vartheta }: {\displaystyle \left[{\overline {X}}_{n}-{\frac {z_{1-\alpha /2}}{\sqrt {n}}}{\sqrt {{\overline {X}}_{n}}},{\overline {X}}_{n}+{\frac {z_{1-\alpha /2}}{\sqrt {n}}}{\sqrt {{\overline {X}}_{n}}}\right]}.